# Bonaventura da Bagnoregio
Bonaventura da Bagnoregio (Bagnoregio, 1217/1221 – Lione, 15 luglio 1274) è stato un cardinale, filosofo e teologo italiano.
Denominato Doctor Seraphicus, studiò e insegnò alla Sorbona di Parigi e fu amico di san Tommaso d'Aquino e di Hughes de Saint-Cher dal quale fu influenzato.
Venne canonizzato da papa Sisto IV nel 1482 e proclamato Dottore della Chiesa da papa Sisto V nel 1588. È considerato uno tra i più importanti biografi di san Francesco d'Assisi. Alla sua biografia — la Legenda Maior — si ispirò Giotto  per il ciclo delle storie sul Santo nella basilica di Assisi.
Dal 1257 al 1274 fu ministro generale dell'Ordine francescano, del quale è ritenuto quasi un secondo fondatore. Sotto la sua guida furono pubblicate le Costituzioni narbonesi, su cui si basarono tutte le successive costituzioni dell'Ordine.
La visione filosofica di Bonaventura partiva dal presupposto che ogni conoscenza inizi dai sensi: l'anima conosce Dio e se stessa senza l'aiuto dei sensi esterni. Risolse il problema del rapporto tra ragione e fede in chiave platonico-agostiniana.
È venerato come santo dalla Chiesa cattolica, che celebra la sua memoria obbligatoria il 15 luglio (il 14 luglio nel calendario tradizionale).

## Biografia
La data in cui Bonaventura venne alla luce non è certa e viene collocata tra il 1217 e il 1221. Nacque a Civita di Bagnoregio, in Tuscia, oggi provincia di Viterbo. Era figlio di Giovanni di Fidanza, medico, e di Rita (o Ritella). Iniziò i suoi studi giovanili nel convento di San Francesco "vecchio", situato a metà strada tra Bagnoregio e Civita. Nel 1235 si recò a Parigi a studiare nella facoltà delle Arti e successivamente, nel 1243, nella facoltà di teologia. Probabilmente in quello stesso anno entrò tra i Frati Minori. Il suo principale maestro fu Alessandro di Hales, ma ebbe come docenti anche Giovanni de La Rochelle, Oddone Rigaldi e Guglielmo di Melitona.
Verso la fine del 1253, avendo completato gli studi necessari, Bonaventura ottenne la licentia docendi (la "licenza di insegnare") esponendo le Quaestiones disputatae de scientia Christi. Egli divenne così maestro reggente nello Studio francescano di Parigi, incorporato all'Università da quando Alessandro di Hales si era fatto francescano e aveva portato con sé la cattedra. Il titolo, però, gli venne conferito solo nel 1257, a causa delle ostilità dei maestri secolari.

### Insegnamento
Nel 1250 il papa aveva autorizzato il cancelliere dell'Università di Parigi a conferire la licenza di insegnamento a religiosi degli ordini mendicanti, sebbene ciò contrastasse con il diritto di cooptare i nuovi maestri rivendicato dalla corporazione universitaria. Nel 1253, difatti, scoppiò uno sciopero al quale tuttavia i membri degli ordini mendicanti non si associarono. La corporazione universitaria richiese loro un giuramento di obbedienza agli statuti, ma essi rifiutarono e pertanto vennero esclusi dall'insegnamento.
Questa esclusione colpì anche Bonaventura, che fu maestro reggente fra il 1253 e il 1257. Nel 1254 i maestri secolari denunciarono a papa Innocenzo IV il libro del francescano Gerardo di Borgo San Donnino, Introduzione al Vangelo eterno. In questo testo fra' Gerardo, rifacendosi al pensiero di Gioacchino da Fiore, annunciava l'avvento di una «nuova età dello Spirito Santo» e di una «Chiesa cattolica puramente spirituale fondata sulla povertà», profezia che si doveva realizzare attorno al 1260. In conseguenza di questo il Papa — poco prima di morire — annullò i privilegi concessi agli ordini mendicanti.
Il nuovo pontefice papa Alessandro IV condannò il libro di Gerardo con una bolla nel 1255, prendendo tuttavia posizione a favore degli ordini mendicanti e senza più porre limiti al numero delle cattedre che essi potevano ricoprire. I secolari rifiutarono queste decisioni, venendo così scomunicati, anche per il boicottaggio da loro operato ai danni dei corsi tenuti dai frati degli ordini mendicanti. Tutto questo nonostante che i primi avessero l'appoggio del clero e dei vescovi, mentre il re di Francia Luigi IX si trovava a sostenere le posizioni dei mendicanti.

### Ministro generale e teologo

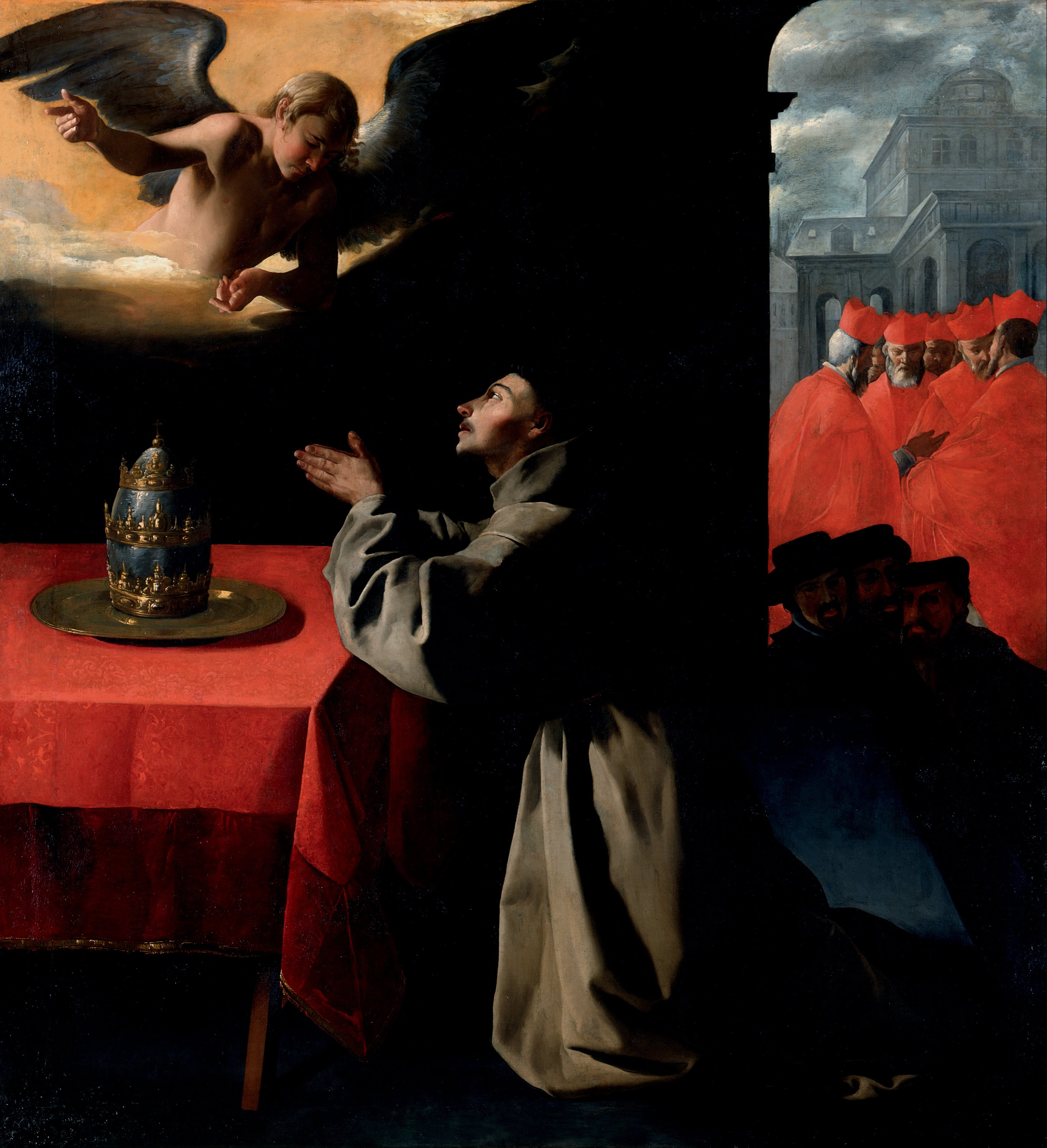
San Bonaventura in un dipinto di Francisco de Zurbarán

Nel 1257 Bonaventura venne riconosciuto magister. Poche settimane dopo il 2 febbraio 1257 il capitolo di Roma lo elesse Ministro generale dell'Ordine francescano. Rinunciò così alla cattedra parigina. A partire da questa data, preso dagli impegni del nuovo servizio, accantonò gli studi e compì vari viaggi per l'Europa.
Il suo obiettivo principale fu quello di conservare l'unità dei Frati Minori, prendendo posizione sia contro la corrente spirituale (influenzata dalle idee di Gioacchino da Fiore e incline ad accentuare la povertà del francescanesimo primitivo), sia contro le tendenze mondane insorte in seno all'Ordine. Favorevole a coinvolgere l'Ordine francescano nel ministero pastorale e nella struttura organizzativa della Chiesa, nel Capitolo generale di Narbona del 1260 contribuì a definire le regole che dovevano guidare la vita dei suoi membri: le Costituzioni, dette appunto Narbonensi. A lui, in questo Capitolo, venne affidato l'incarico di redigere una nuova biografia di san Francesco d'Assisi che, intitolata Legenda Maior, diventerà la biografia ufficiale nell'Ordine.

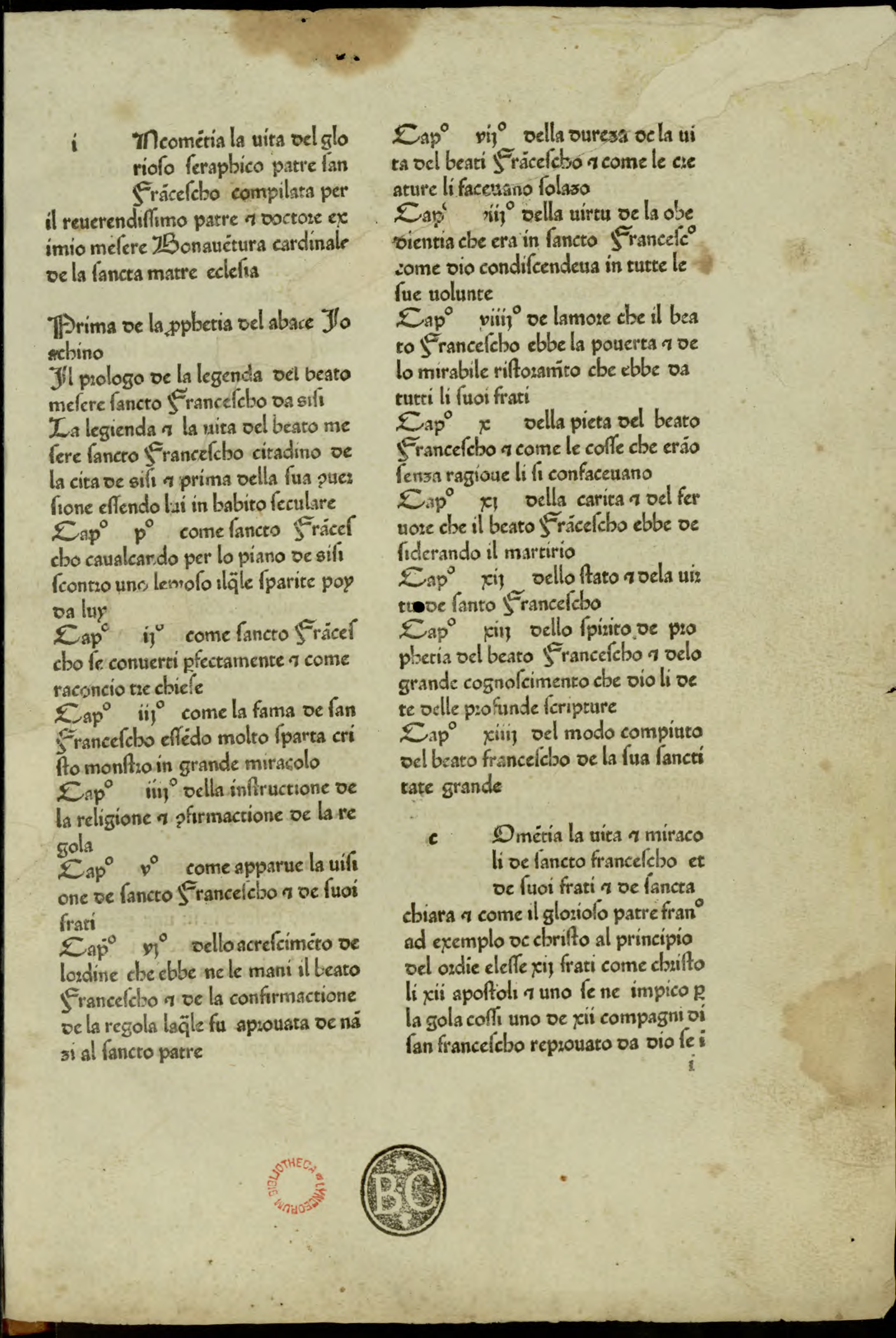
Incipit del Legenda maior

Infatti il Capitolo generale successivo, del 1263 (Pisa), approvò l'opera composta dal Ministro generale; mentre il Capitolo del 1266, riunito a Parigi, giunse a decretare la distruzione di tutte le biografie precedenti alla Legenda Maior, probabilmente per proporre all'Ordine una immagine univoca del proprio fondatore, in un momento in cui le diverse interpretazioni fomentavano contrapposizioni e conducevano verso la divisione.
In modo analogo a Tommaso d'Aquino che rifiutò ripetutamente la proposta di essere nominato Arcivescovo di Napoli, nel 1265 fu nominato arcivescovo di York dal neoeletto papa Clemente IV, incarico che, dopo numerose richieste al Sommo Pontefice, gli fu consentito di lasciare l'anno seguente.

### Ultimi anni
Negli ultimi anni della sua vita Bonaventura intervenne nelle lotte contro l'aristotelismo e nella rinata polemica fra maestri secolari e mendicanti. A Parigi, tra il 1267 e il 1269, tenne una serie di conferenze sulla necessità di subordinare e finalizzare la filosofia alla teologia. Nel 1270 lasciò Parigi per farvi però ritorno nel 1273, quando tenne altre conferenze nelle quali attaccava quelli che erano a suo parere gli errori dell'aristotelismo. Peraltro, negli anni tra il 1269 ed il 1271, fu spesso a Viterbo ove si svolgeva il famoso, lunghissimo conclave, per tenere numerosi sermoni volti ad accelerare ed indirizzare la scelta dei cardinali; alla fine fu eletto papa Gregorio X, cioè quel Tedaldo Visconti di cui Bonaventura era amico da molti anni
Fu proprio papa Gregorio X a crearlo cardinale vescovo con titolo di Albano nel concistoro del 3 giugno 1273, mentre Bonaventura soggiornava nel convento del Bosco ai Frati presso Firenze; l'anno successivo partecipò al Concilio di Lione accompagnato dal francescano Tommaso di Pavia (in cui favorì un riavvicinamento fra la Chiesa latina e quella greca), nel corso del quale morì.
Pietro di Tarantasia, futuro papa Innocenzo V, ne celebrò le esequie e Bonaventura venne inumato nella chiesa francescana di Lione. Intorno all'anno 1450 la salma venne traslata in una nuova chiesa, dedicata a San Francesco d'Assisi; la tomba venne aperta e la sua lingua venne trovata in perfetto stato di conservazione: questo fatto ne facilitò la canonizzazione, che avvenne ad opera del papa francescano Sisto IV il 14 aprile 1482, e la nomina a dottore della Chiesa, compiuta il 14 marzo 1588 da un altro francescano, papa Sisto V.

### Le reliquie: il «santo braccio»
Il 14 marzo 1490, a seguito della ricognizione del corpo del santo a Lione, venne estratta una parte del braccio destro del santo e composta in un reliquiario d'argento che l'anno seguente fu portato a Bagnoregio. Oggi il «santo braccio» è la più grande delle reliquie rimaste di san Bonaventura dopo la profanazione del suo sepolcro e la dispersione dei suoi resti compiuta dagli Ugonotti nel 1562. Si trova custodito a Bagnoregio nella concattedrale di San Nicola. Da esso, nel corso degli anni, sono state ricavate alcune reliquie minori.

## L'itinerario della mente verso Dio

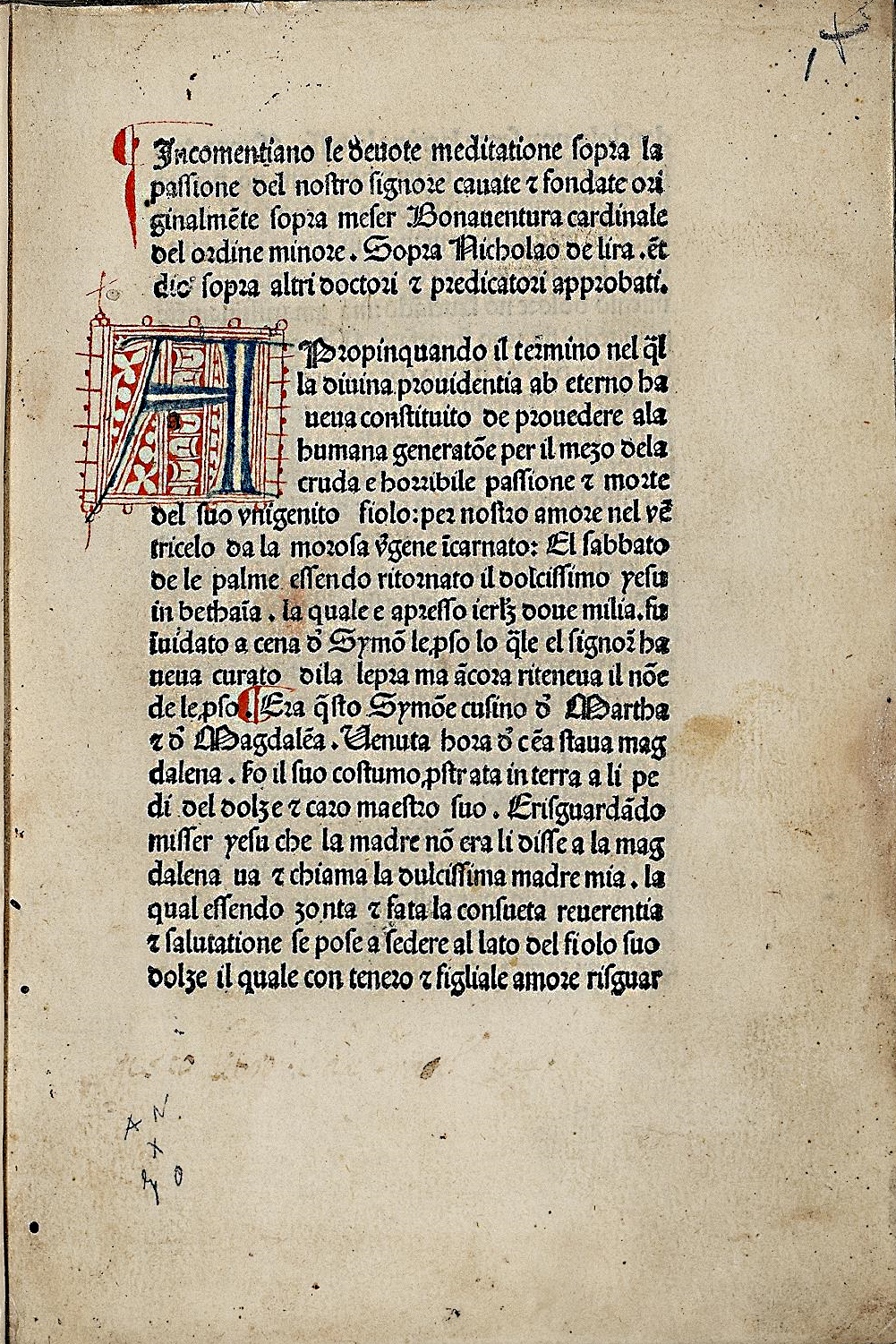
Frontespizio delle Meditationes

Bonaventura è considerato uno dei pensatori maggiori della tradizione francescana, che anche grazie a lui si avviò a diventare una vera e propria scuola di pensiero, sia dal punto di vista teologico che da quello filosofico. Difese e ripropose la tradizione patristica, in particolare il pensiero e l'impostazione di sant'Agostino di stampo platonico. Leone XIII lo definì il "principe della teologia mistica".
Egli combatté apertamente l'aristotelismo, anche se ne acquisì alcuni concetti, fondamentali per il suo pensiero. Inoltre valorizzò alcune tesi della filosofia arabo-ebraica, in particolare quelle di Avicenna e di Avicebron, ispirate al neoplatonismo. Nelle sue opere ricorre continuamente l'idea del primato della sapienza, come alternativa ad una razionalità filosofica isolata dalle altre facoltà dell'uomo. Egli sostiene, infatti, che:
Secondo Bonaventura è il Cristo la via a tutte le scienze, sia per la filosofia che per la teologia.
Il progetto di Bonaventura è una riconduzione dei saperi alla loro fonte (reductio artium), la luce della verità rivelata, la sola che possa orientarle verso l'obiettivo perfetto a cui tende ogni conoscenza, il vero in sé che è Dio. La distinzione delle nove arti in tre categorie, naturali (fisica, matematica, meccanica), razionali (logica, retorica, grammatica) e morali (politica, monastica, economica) riflette la distinzione di res, signa ed actiones la cui verticalità non è altro che cammino iniziatico per gradi di perfezione verso l'unione mistica. La parzialità delle arti è per Bonaventura non altro che il rifrangersi della luce con la quale Dio illumina il mondo: prima del peccato originale Adamo sapeva leggere indirettamente Dio nel Liber Naturae (nel creato), ma la caduta è stata anche perdita di questa capacità.
Per aiutare l'uomo nel recupero della contemplazione della somma verità, Dio ha inviato all'uomo il Liber Scripturae, conoscenza supplementare che unifica ed orienta la conoscenza umana, che altrimenti smarrirebbe se stessa nell'autoreferenzialità.
Attraverso l'illuminazione della rivelazione, l'intelletto agente è capace di comprendere il riflesso divino delle verità terrene inviate dall'intelletto passivo, quali pallidi riflessi delle verità eterne che Dio perfettamente pensa mediante il Verbo.
Ciò rappresenta l'accesso al terzo libro, Liber Vitae, leggibile solo per sintesi collaborativa tra fede e ragione: la perfetta verità, assoluta ed eterna in Dio, non è un dato acquisito, ma una forza la cui dinamica si attua storicamente nella reggenza delle verità con le quali Dio mantiene l'ordine del creato. Lo svelamento di quest'ordine è la lettura del terzo libro che per segni di dignità sempre maggior avvicina l'uomo alla fonte di ogni verità.
La primitas divina o "primalità di Dio" è il sostegno a tutto l'impianto teologico di Bonaventura. Nel Breviloquium, egli definisce i caratteri della teologia affermando che, poiché il suo oggetto è Dio, essa ha il compito di dimostrare che la verità della sacra scrittura è da Dio, su Dio, secondo Dio ed ha come fine Dio. L'unita del suo oggetto determina come unitaria ed ordinata la teologia perché la sua struttura corrisponde ai caratteri del suo oggetto. Nella sua opera più famosa, l'Itinerarium mentis in Deum ("L'itinerario della mente verso Dio"), Bonaventura spiega che il criterio di valore e la misura della verità si acquisiscono dalla fede, e non dalla ragione (come sostenevano gli averroisti).
Nel primo quarto del XIII secolo, Guglielmo d'Auxerre, Filippo il Cancelliere, Guglielmo d'Alvernia e Alessandro di Hales erano attivi a Parigi nella traduzione dal greco e dall'arabo delle opere di Aristotele, Avicenna e Averroè. Parallelamente, Roberto Grossatesta portava avanti un'opera simile all'Università di Oxford. Alessandro di Hales, Roberto Anglico e Bonaventura animarono la corrente agostiniana del nuovo movimento culturale europeo, accettando fra i nuovi testi di Aristotele tradotti direttamente dal greco, senza la pregressa mediazione araba, principalmente quelli le cui asserzioni risultavano compatibili con il santo di Ippona.

Dalla seconda metà del Novecento, gli studi storici hanno mostrato che l'agostinismo di Parigi era comunque attento alle fonti arabe e giudaiche della scolastica; di converso, i presunti avversari dell'agostinismo francescano, come san Tommaso e i tomisti, si proclamavano eredi legittimi di Agostino.
Esisteva quindi una complementarità piuttosto che una contrapposizione fra francescani agostiniani e tomisti aristotelici. Il suo giovanile Commento alle Sentenze di Pietro Lombardo contiene una eguale proporzione di citazioni provenienti da autori cristiani come sant'Agostino e da autori non cristiani come Aristotele.
Da ciò fa conseguire che la filosofia serve a dare aiuto alla ricerca umana di Dio, e può farlo, come diceva sant'Agostino, solo riportando l'uomo alla propria dimensione interiore (cioè l'anima), e, attraverso questa, ricondurlo infine a Dio. Secondo Bonaventura, dunque, il «viaggio» spirituale verso Dio è frutto di una illuminazione divina, che proviene dalla «ragione suprema» di Dio stesso.
Per giungere a Dio, quindi, l'uomo deve passare attraverso tre gradi, che, tuttavia, devono essere preceduti dall'intensa ed umile preghiera, poiché:
La "scala" dei 3 gradi dell'ascesa a Dio è simile alla "scala" dei 4 gradi dell'amore di Bernardo di Chiaravalle, anche se non uguale; tali gradi sono:
- 1) Il grado esteriore:

- 2) Il grado interiore:

- 3) Il grado eterno:

Inoltre, afferma Bonaventura, in corrispondenza a tali gradi l'anima ha anche tre diverse direzioni:
(San Bonaventura da Bagnoregio, Itinerarium mentis in Deum)
Dunque, per Bonaventura, l'unica conoscenza possibile è quella contemplativa, cioè la via dell'illuminazione, che porta a cogliere le essenze eterne, e ad alcuni permette persino di accostarsi a Dio misticamente. L'illuminazione guida anche l'azione umana, in quanto solo essa determina la sinderesi, cioè la disposizione pratica al bene.

## L'ordine trinitario del mondo
Bonaventura elaborò una teologia trinitaria di derivazione agostiniana, in quanto volle evidenziare l'unità del Dio-Trino, come forza, che unisce le tre persone.
Ma tale unità è conciliabile con la pluralità delle persone: unità e trinità sono sempre insieme. I dati presenti nella Scrittura presentano all'uomo la verità rivelata: in Dio vi sono tre persone.
Due sono le fasi dell'auto-rivelazione di Dio: la prima nella creazione, la seconda in Cristo.
Il mondo, per Bonaventura, è come un libro da cui traspare la Trinità che l'ha creato. Noi possiamo ritrovare la Trinità extra nos (cioè "fuori di noi"), intra nos ("in noi") e super nos ("sopra di noi"). Infatti, la Trinità si rivela in 3 modi:
- come vestigia (o impronta) di Dio, che si manifesta in ogni essere, animato o inanimato che sia;
- come immagine di Dio, che si trova solo nelle creature dotate d'intelletto, in cui risplendono memoria, intelligenza e volontà;
- come similitudine di Dio, che è qualità propria delle creature giuste e sante, toccate dalla Grazia e animate da fede, speranza e carità; quindi, quest'ultima è ciò che ci rende "figli di Dio".

La Creazione dunque è ordinata secondo una scala gerarchica trinitaria e la natura non ha sua consistenza, ma si rivela come segno visibile del principio divino che l'ha creata; solo in questo, quindi, trova il suo significato. Bonaventura trae questo principio anche da un passo evangelico, in cui i discepoli di Gesù dissero:
(Lc, 19,38-40)
Le creature, dunque, sono impronte, immagini, similitudini di Dio, e persino le pietre "gridano" tale loro legame col divino.

## Importanza ed eredità
Nel XII canto del Paradiso san Bonaventura presenta a Dante e Beatrice la grandezza di san Domenico di Guzman.
Il 3 marzo 2010 papa Benedetto XVI gli dedicò una catechesi, definendolo "Uomo buono, affabile, pio e misericordioso, colmo di virtù, amato da Dio e dagli uomini".

## Opere
- Breviloquium (Breviloquio)

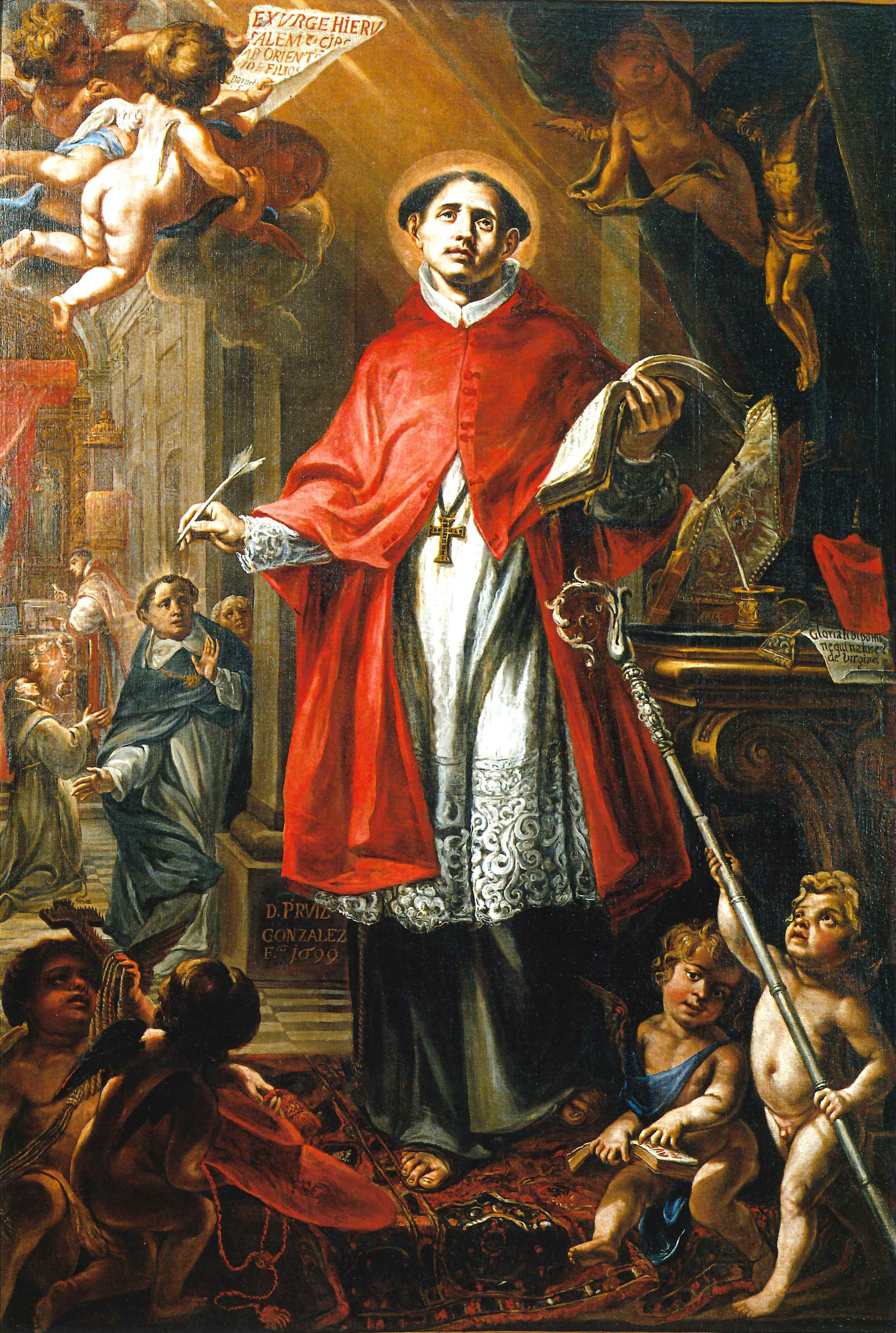
San Bonaventura dipinto di Pedro Ruiz González

- Collationes de decem praeceptis (Conferenze sui dieci comandamenti)
- Collationes de septem donis Spiritus Sancti (Conferenze sui sette doni dello Spirito Santo)
- Collationes in Hexaëmeron (Conferenze sui primi sei giorni della creazione)
- Commentaria in quattuor libros sententiarum Magistri Petri Lombardi (Commentari ai quattro libri delle Sentenze di Pietro Lombardo)
- De mysterio Trinitatis (Questioni disputate sul mistero della Trinità)
- De perfectione vitae ad sorores (La perfezione della vita alle Sorelle)
- De reductione artium ad theologiam (La riconduzione della arti alla teologia)
- De Regno Dei descripto in parabolis evangelicis (Il Regno di Dio descritto nelle parabole evangeliche)
- De scientia Christi (Questioni disputate sulla conoscenza di Cristo)
- De sex alis Seraphin (Le sei ali del Serafino)
- De triplici via (La triplice via)
- Itinerarium mentis in Deum (Itinerario della mente verso Dio) (1259)
- Legenda maior Sancti Francisci (Vita di San Francesco)
- Legenda minor Sancti Francisci (Vita abbreviata di San Francesco)
- Lignum vitae (L'albero della vita)
- Officium de passione Domini (Ufficio della Passione del Signore)
- De perfectione evangelica (Questioni disputate sulla perfezione evangelica)
- Soliloquium (Soliloquio)
- Vitis mystica (La vite mistica)

## Genealogia episcopale
La genealogia episcopale è:
- Papa Gregorio X
- Cardinale Bonaventura da Bagnoregio, O.F.M.